# Armavir (pokrajina)
Armavir (armenski: Արմավիր) je jedna od deset pokrajina u Armeniji. Glavni grad joj je Armavir.

## Karakteristike
Pokrajina Armavir nalazi se u zapadnom dijelu Armenije između planina Ararat i Aragac, površina joj je 1.242 km² u njoj prema podacima iz 2002. godine živi 282.600 stanovnika, dok je prosječna gustoća naseljenosti 227 stanovnika na km².

## Administrativna podjela
Pokrajina je podjeljena na dva okruga i 97 općina od kojih su tri urbane a 94 ruralne.

## Granica
Armavir graniči s Turskom na jugu i zapadu te armenskim pokrajinama:
- Ararat - jugoistok
- Aragacotn - sjever

## Vanjske poveznice
- Službena stranica regije  Arhivirana inačica izvorne stranice od 22. lipnja 2012. (Wayback Machine)